# Burgstall Altes Schloss (Bruckberg)
Der Burgstall Altes Schloss ist bezeichnet eine abgegangene frühmittelalterliche Höhenburg etwa 500 m östlich von Almosenbachhorn, einem Gemeindeteil der niederbayerischen Gemeinde Bruckberg im Landkreis Landshut. Die Anlage wird als Bodendenkmal unter der Aktennummer D-2-7437-0001 im Bayernatlas als „frühmittelalterliche Abschnittsbefestigung ‚Altes Schloss‘“ geführt.

## Beschreibung
Der Burgstall Altes Schloss liegt am westlichen Rand des Zieglerfeldes, das hier 40 m zum Möslingbach abfällt. Der ovale Burgplatz nimmt 200 m in Nordwest-Südost-Richtung und 140 m in Nordost-Südwest-Richtung ein. Unterhalb des Burgplatzes verläuft entlang des Möslingbachs eine Altstraße, die als Bodendenkmal unter der Aktennummer D-2-7437-0006 als „ehem. Straße vor- und frühgeschichtlicher bzw. mittelalterlicher Zeitstellung“ geführt wird. Gegen das ansteigende Hinterland ist die Wallburg durch einen fast verebneten Abschnittsgraben abgesichert, der sich an zwei seitliche Geländeeinschnürungen anlehnt. Ein hinter dem Graben liegender Abschnittswall ist durch landwirtschaftliche Nutzung weitgehend eingeebnet. Der 1,5 tiefe und bis zu 20 m breite Graben findet seine Fortsetzung in einem schwach ausgeprägten Hanggraben, der stellenweise nur noch als Terrassenstufe 5 bis 10 m unterhalb der Hangkante die Steilhangfronten begleitet.